# 남부 전선 (미국 독립 전쟁)

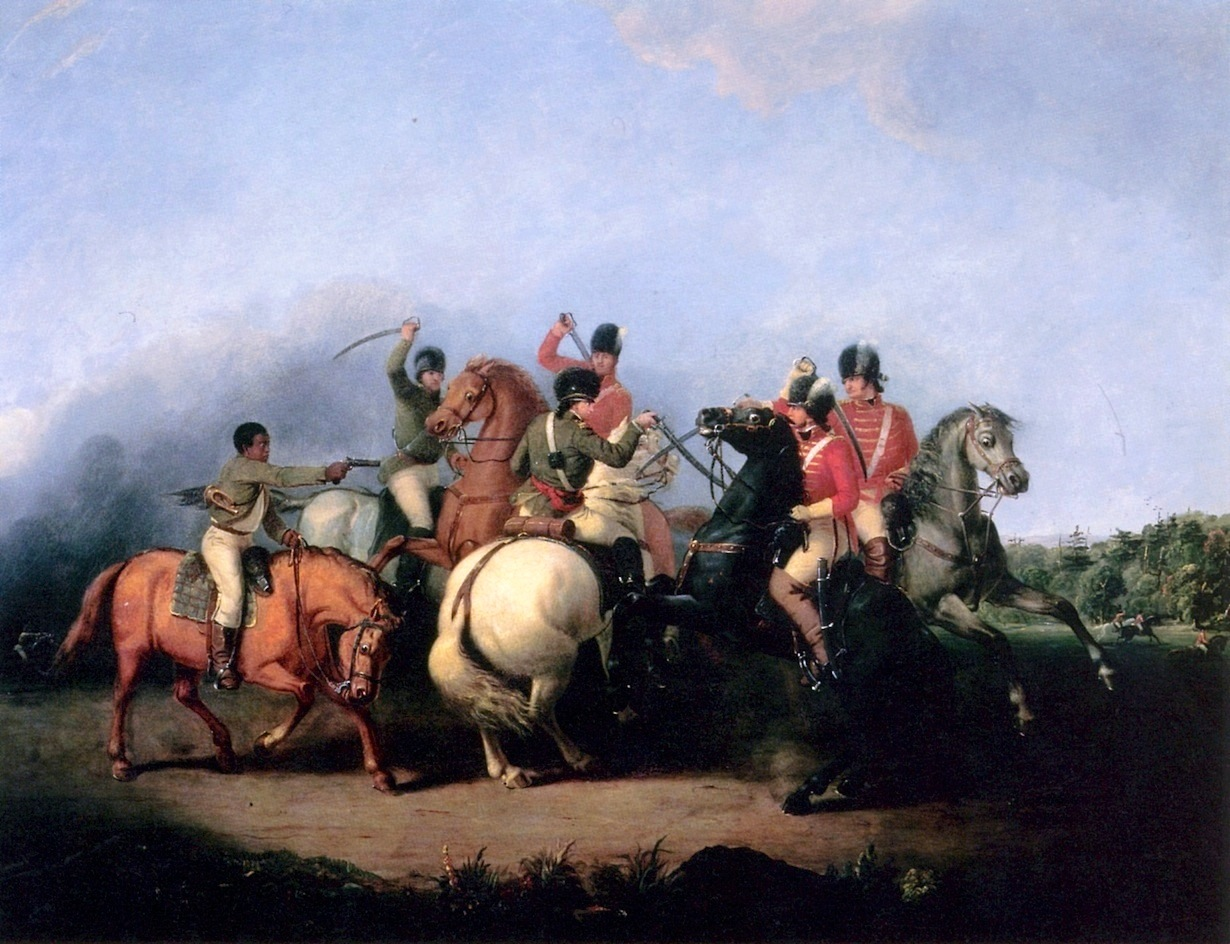

남부 전선(Southern theater of the American Revolutionary War)은 미국 독립 전쟁 동안 프랑스가 미합중국 측에 참전해 작전의 중심지가 된 미국 남부에서 벌어진 일련의 전투를 말한다. 독립 전쟁 초기 3년간 주요 전쟁의 무대는 주로 보스턴, 뉴욕 및 필라델피아의 도시를 거점으로 하는 북부 지역이었다. 새러토가 방면 작전의 실패 후 영국군은 식민지 중심부에서의 작전 활동을 포기하고, 남부 식민지에서 유리한 강화 조건을 만드는 전략으로 전환하였다.
1778년 이전 남부 식민지는 대부분 패트리어트가 지배하는 정부군과 민병대에 의해 주도되고 있었지만, 1776년 찰스턴 방어, 왕당파 민병대의 억압 및 로열리스트 세력이 강한 플로리다에서 영국군을 몰아내려는 시도에서 중요한 역할을 한 대륙군이 있었다.
영국군의 “남부 전략”은 1778년말에 사바나의 점령으로 시작으로, 1780년에 찰스턴 및 캠던에서 두 차례 대륙군에 승전을 거두는 등 사우스캐롤라이나 식민지에서의 작전이 이어졌다. 나대니엘 그린이 캠던 전투 이후 남부 대륙군을 지휘하면서, 영국군에 대한 대규모 충돌은 피하고 소모전으로 나섰다. 양군은 일련의 전투를 이어갔고 전술에서는 영국군이 승리했다. 그러나 대부분의 경우는 ‘승리’를 거두었지만 영국군의 꾸준한 손실로 이어졌고, 대륙군은 기세를 잃지 않고 계속 싸웠다. 이것은 길포드 카운티 청사 전투에서 여실히 나타났다. 카우펜스 전투와 킹스 마운틴 전투 같은 대륙군의 승리도 전반적인 영국군 세력 약화에 기여를 했다. 전선의 정점을 이룬 것은 요크타운 공성전이며, 영국군의 항복으로 끝나 실질적으로 영국군의 식민지에서 영향력을 잃게 되었다.